# Мамры
Мамры (пол. Mamry, Мауэрское озеро) — озеро в Мазурии.

## История
Озеро является одним из Мазурских озёр. Спирдингское, Лёвентинское и Мауэрское озёра соединены Мазурийскими каналами, Эльбинг-Оберландским каналом, длиной 176 километров и Мазурским водным путём длиной 86,4 километра.
Водоём находится в Мазурии, на северо-востоке современной Польши, в Варминьско-Мазурском воеводстве.
Площадь 104 км², глубина до 40 метров, средняя глубина 11 метров. Объём воды — 1,0126 км³. На озере 33 острова. Из озера вытекает река Анграпа.